# Polyethylenamine
Polyethylenamine (Polyalkylenpolyamine) sind lineare, kurzkettige Polyethylenimine mit einem hohen Anteil primärer Aminogruppen mit der allgemeinen Formel H2[NCH2–CH2–NH]nH (n = 2 / Diethylentriamin; n = 3 / Triethylentetramin; n = 4 / Tetraethylenpentamin).